# 近江鉄道220形電車
近江鉄道220形電車（おうみてつどう220がたでんしゃ）は、近江鉄道の通勤形電車である。

## 概要
1991年（平成3年）から1996年（平成8年）までの6年間、自社彦根工場で1年に1両ずつ、合計6両が製造された両運転台の電車。近江鉄道の電車としては初の冷房車である。
製造当時、本線八日市駅 - 貴生川駅間は運行経費削減のため、1往復を除きレールバスのLE10形気動車で運用されていた。しかし、LE10形は二軸車で収容能力も小さかったことからラッシュ時には早々に輸送力不足に陥り、2両連結での運用が恒常化して合理化の企図を削ぐ結果となっていた。そこで、レールバス2両を電車1両で置き換えて本質的な合理化を図るために製造されたのが本形式である。この車両の登場により、LE10形や在来の両運転台の電車であるモハ100形・モハ200形が置き換えられた。車籍はモハ100形101 - 103、モハ203形203・205、モハ131形132のものを引き継いでいる。
本形式は様々な流用部品を利用して車体を新造した車体更新車であるが、その過程では彦根工場で蓄積された車両改造技術により、さながら鉄道模型を実物大で作るが如き特異な製造法が随所で実践され、その過程をして「魔改造」といわれることもある。その結果、モダンなデザインと新旧の技術や機器が入り交じったキメラのような電車となった。また、近江鉄道の他のいくつかの車両にも言えることだが、事実上廃車になった車両の車籍を改造名義で流用しているため、書類上は1914年（大正3年）製造のものまで存在する。

## 構造
車体の全長は17 m弱で、白地に赤・緑・青のいわゆるライオンズカラーに塗られている。前面は前照灯と尾灯を腰部配置とした三面折妻で、中央に非常用の貫通扉を備えており、貫通扉の有無以外は後の800系に類似する。また、貫通扉には埼玉西武ライオンズのマスコット「レオ」が描かれている。客用扉は1,300 mmの両開き扉が片側につき3箇所配置されている。両開き扉は近江鉄道では初の採用であり、従来の1系や500系よりも扉幅を広く取ることによって乗降をスムーズに行えるようになっている。その他、ワンマン運転に対応した設備（料金表・整理券発行機・料金箱）も備えている。
台枠は、モハ200形など戦前・戦中製造の在来車から流用された古典的な形鋼通し台枠で、これを土台に構体部分を構築したが、側扉や初期の車輛の側窓など側構体の一部に西武701系電車の廃車体を切り継ぐことによって、現代風の両開き3扉の両運転台車体を仕立てた。この鉄道模型さながらの技法は、1950年代以前には私鉄車両で散見されたが、近年ではほとんど他例がない。
主電動機は、在来車の1形や500系などでも使用されていた鉄道省戦前標準形のMT15（端子電圧675 V時出力100 kW）で、1両あたり4基を吊り掛け駆動方式で搭載する。主制御器はやはり鉄道省が昭和初期に開発した古典的な電空カム軸式自動加速制御器・CS5を在来車から流用して搭載した（詳細は国鉄30系電車などを参照）。いずれも製造当時、開発から既に60年以上が経過した旧式の機器であったが、当時の近江鉄道においては在来車で長年使い慣れていたことから保守体制や性能に問題はなく、コスト削減の見地もあって採用された。
台車と制動装置は近代的なもので、台車は西武鉄道の高年式吊り掛け駆動車からの廃車発生品である住友金属工業FS40を採用している。これは、近江鉄道では車体更新車の台車換装用として導入が始まっていたものであった。軸ばねこそ簡略なペデスタル支持式ではあるが、枕ばねには空気ばねを備え、1970年代以降の製造で当時経年も少ない近代的な台車である。また制動装置は、従来の自動空気ブレーキに代わり、HRD電気指令式ブレーキを採用、メンテナンスフリーと作用の迅速性を実現している。基礎ブレーキ装置は一般的な台車装荷シリンダ作動の踏面ブレーキ方式である。なお、制御装置の構造上発電ブレーキは搭載していない。
本形式は両運転台であることに加えて車体長が短いため床下スペースに余裕がなく、電車用冷房装置の標準的な電源である三相交流電源を供給する補助電源装置の大容量電動発電機ないし静止形インバータの搭載が困難だったが、本形式は架線電圧そのままの直流1,500 Vで駆動する冷房装置を開発して搭載し、補助電源関連の機器を不要として問題を解決した。この方式は低圧の600 V電源車では路面電車を中心にある程度の先例があったが、1,500 Vの高圧電源では当時、1988年から製作された愛知環状鉄道100系電車等のわずかな例があるのみで、以後他社で追随する例も生じた。

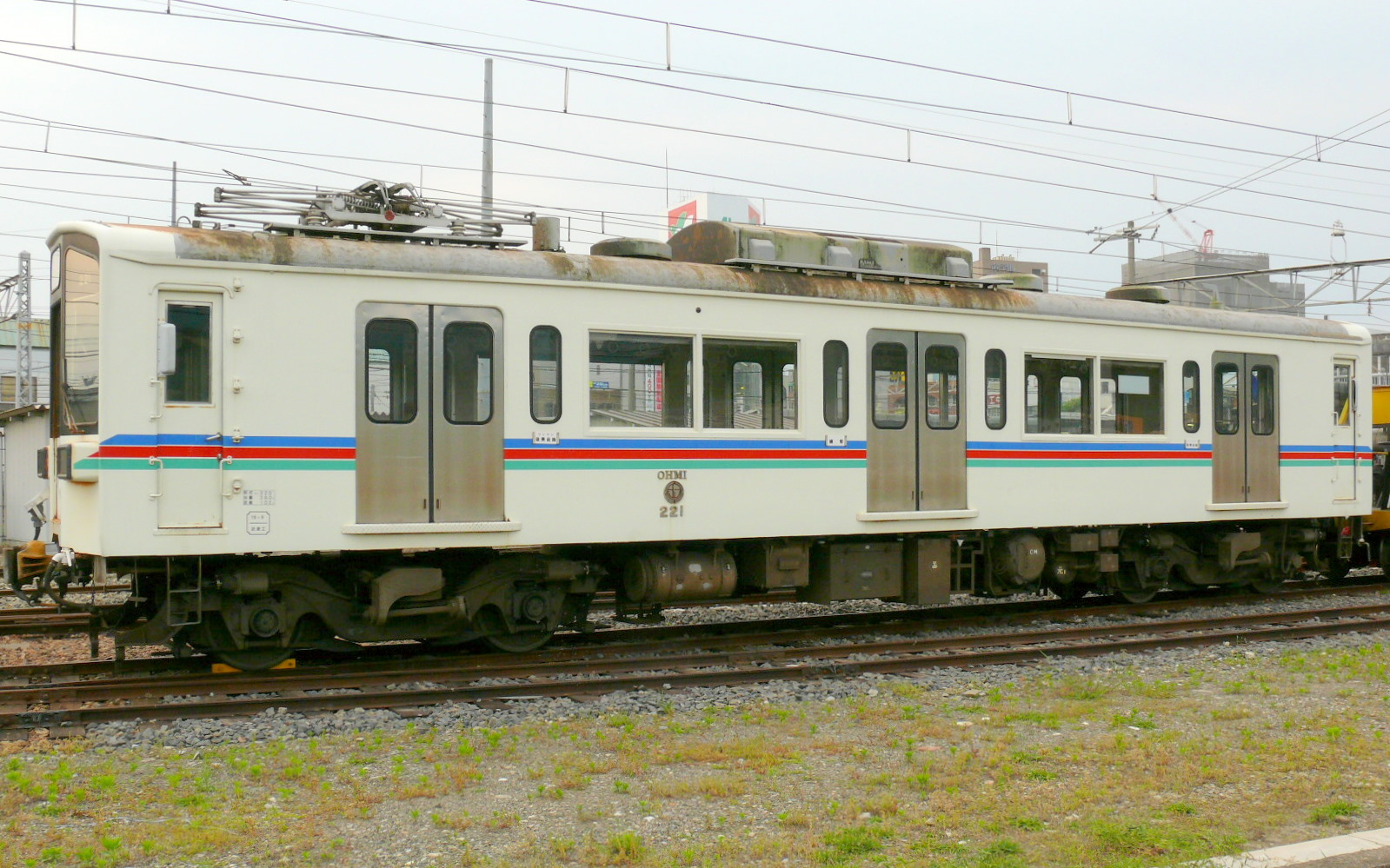
221の側面 （2007年5月12日）
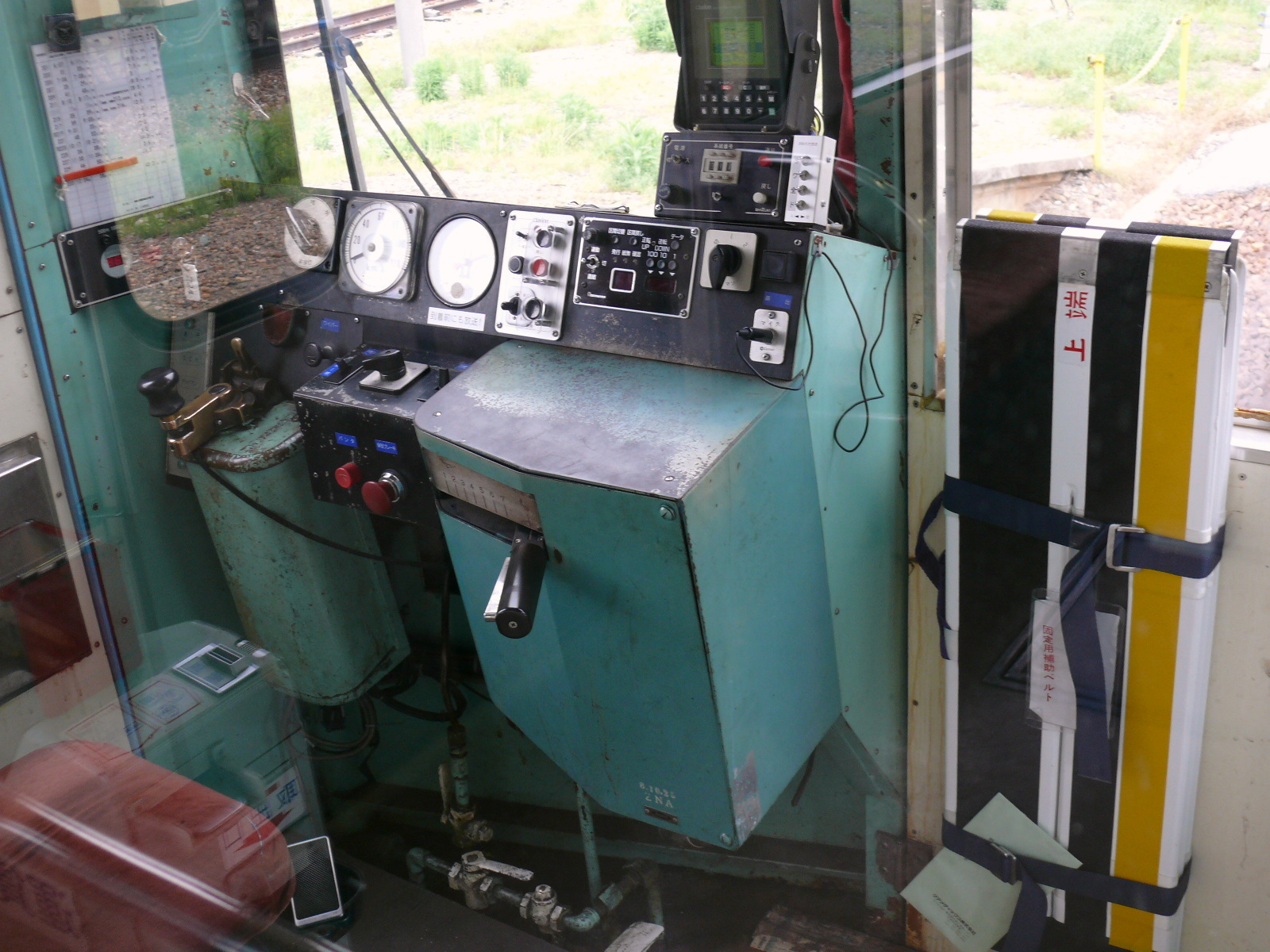
運転台 （2007年5月13日）
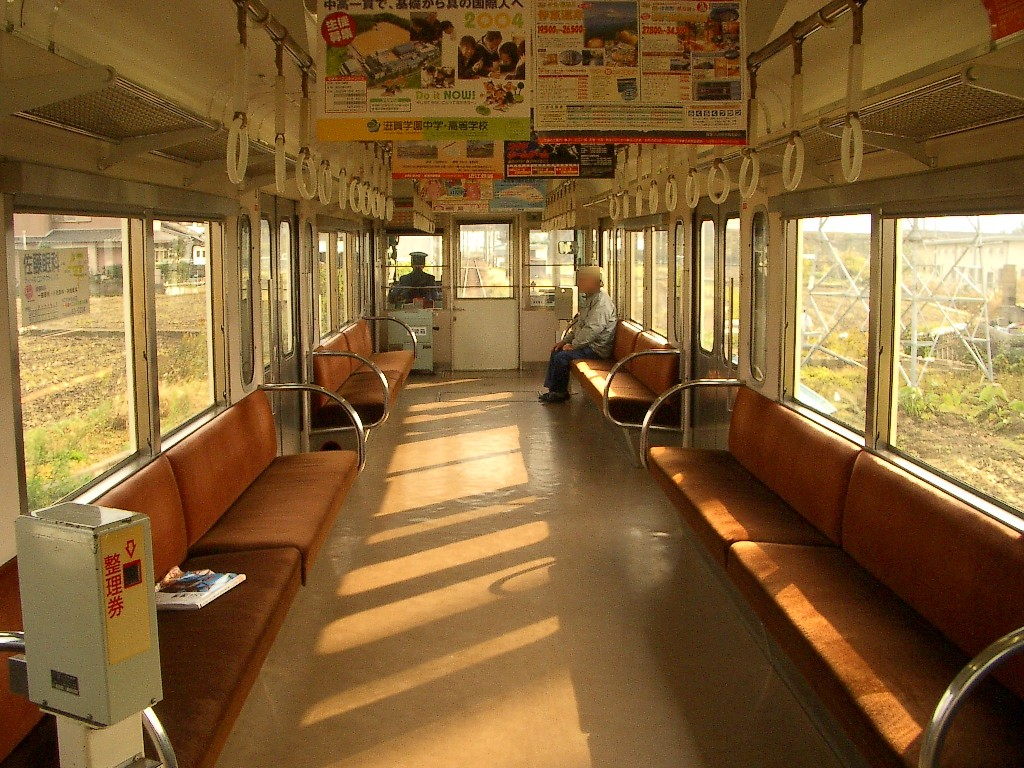
客室 （2003年11月27日）

## 各車両の特徴
- 221 - 1991年9月20日竣工[2]。モハ205形205の車籍･機器と西武モハ742の部品を利用。[1]
登場時は2段窓だった。前面の切れ込みが少し深い。工事列車を牽引する牽引車として、ホキ10形等の貨車と連結して使われていた。
- 222 - 1992年8月6日竣工[2]。モハ200形203の車籍･機器と西武クハ1742の部品を利用。[1]
- 223 - 1993年6月18日竣工[2]。モハ100形101の車籍･機器と西武クハ1741の部品を利用。[1]
- 224 - 1994年5月24日竣工[2]。モハ100形102の車籍･機器と西武クハ1740の部品を利用。[1]
車籍上はこの車両が一番古く、1914年（大正3年）鉄道院新橋工場製のデロハ6138である。青電になっていた。
- 225 - 1995年2月16日竣工[2]。モハ131形132の車籍･機器と西武クハ1739の部品を利用。[1]
2回ラッピングされており、末期は伊藤園「お～いお茶」のラッピング車両になっていた。
- 226 - 1996年3月31日竣工[2]。モハ100形103の車籍･機器と西武モハ741の部品を利用。[1]
大型のスノープラウが装備されており、冬季は雪かき車（ラッセル式）として使われる[7]。工事列車を牽引する牽引車として、ホキ等の貨車と連結して使われていた。

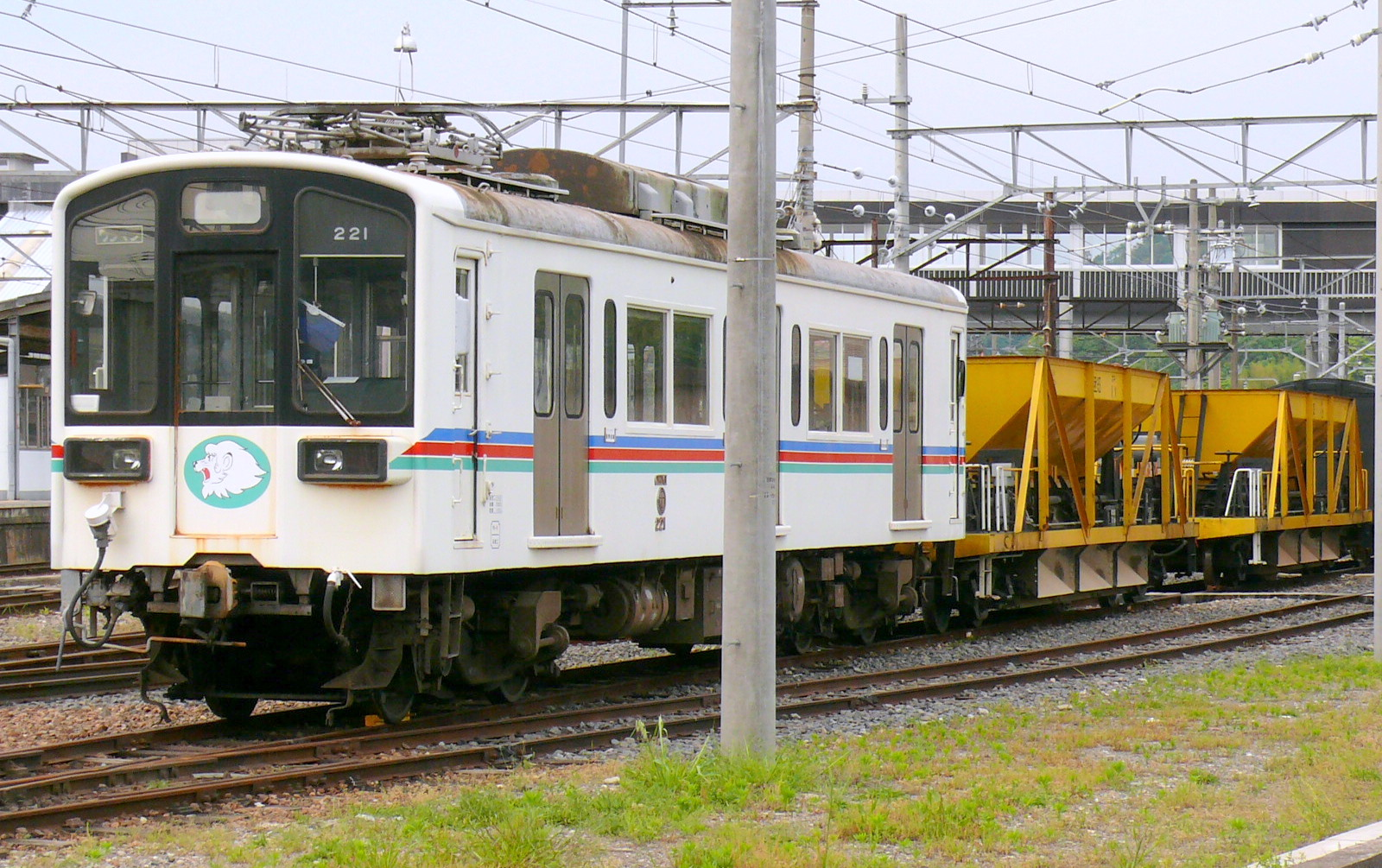
221とホキ10形貨車 （2007年5月12日）
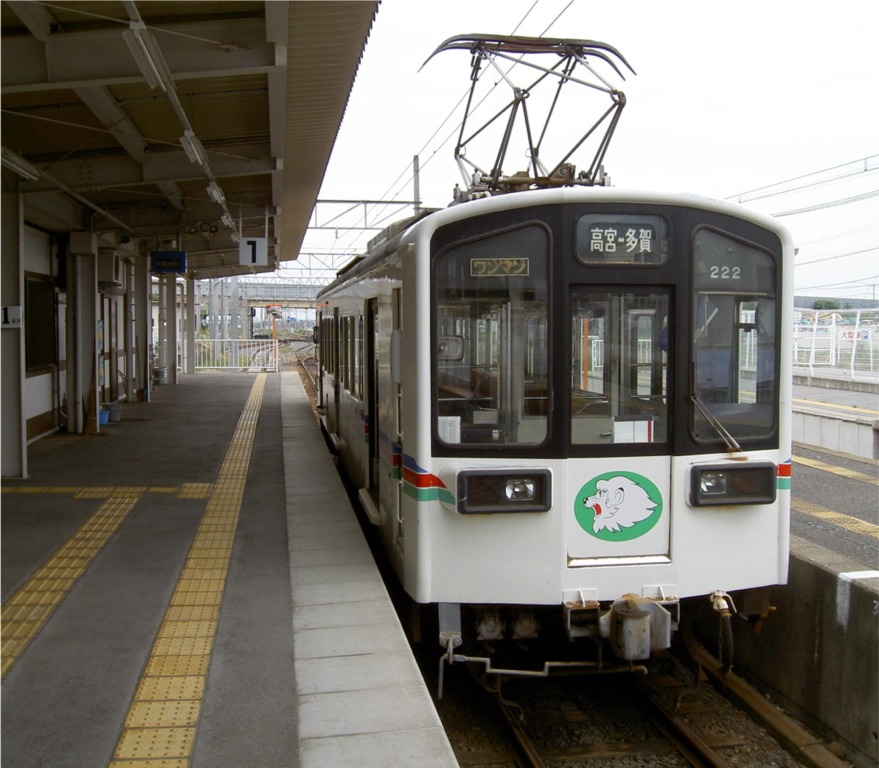
222 （2006年9月25日）
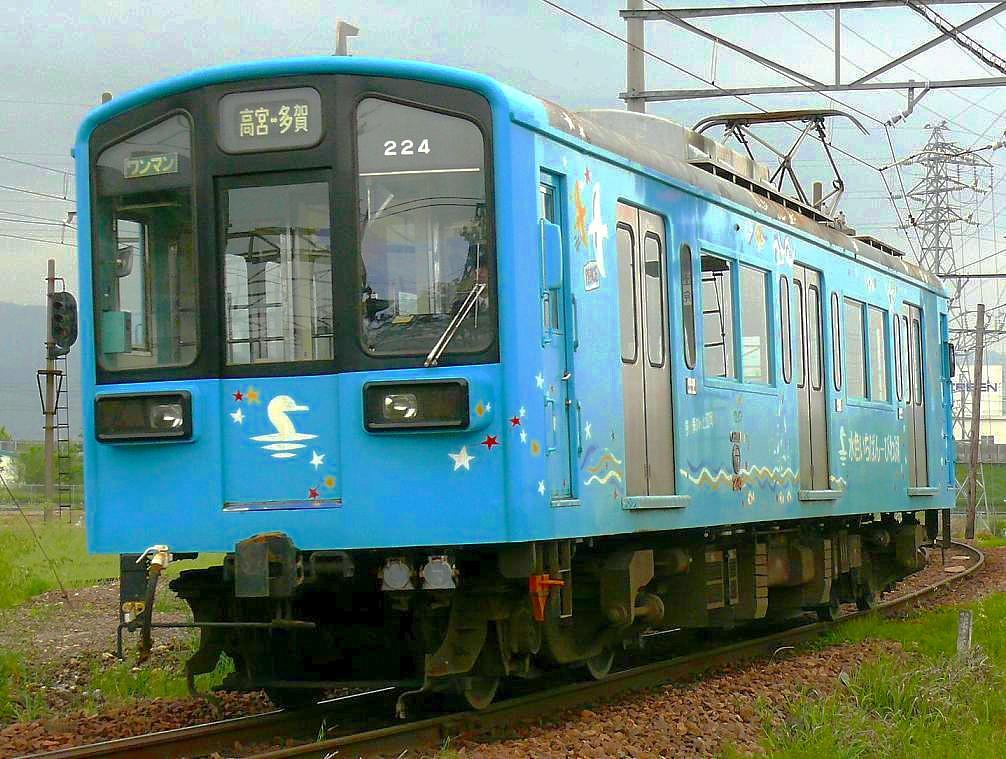
224 （2007年5月13日）
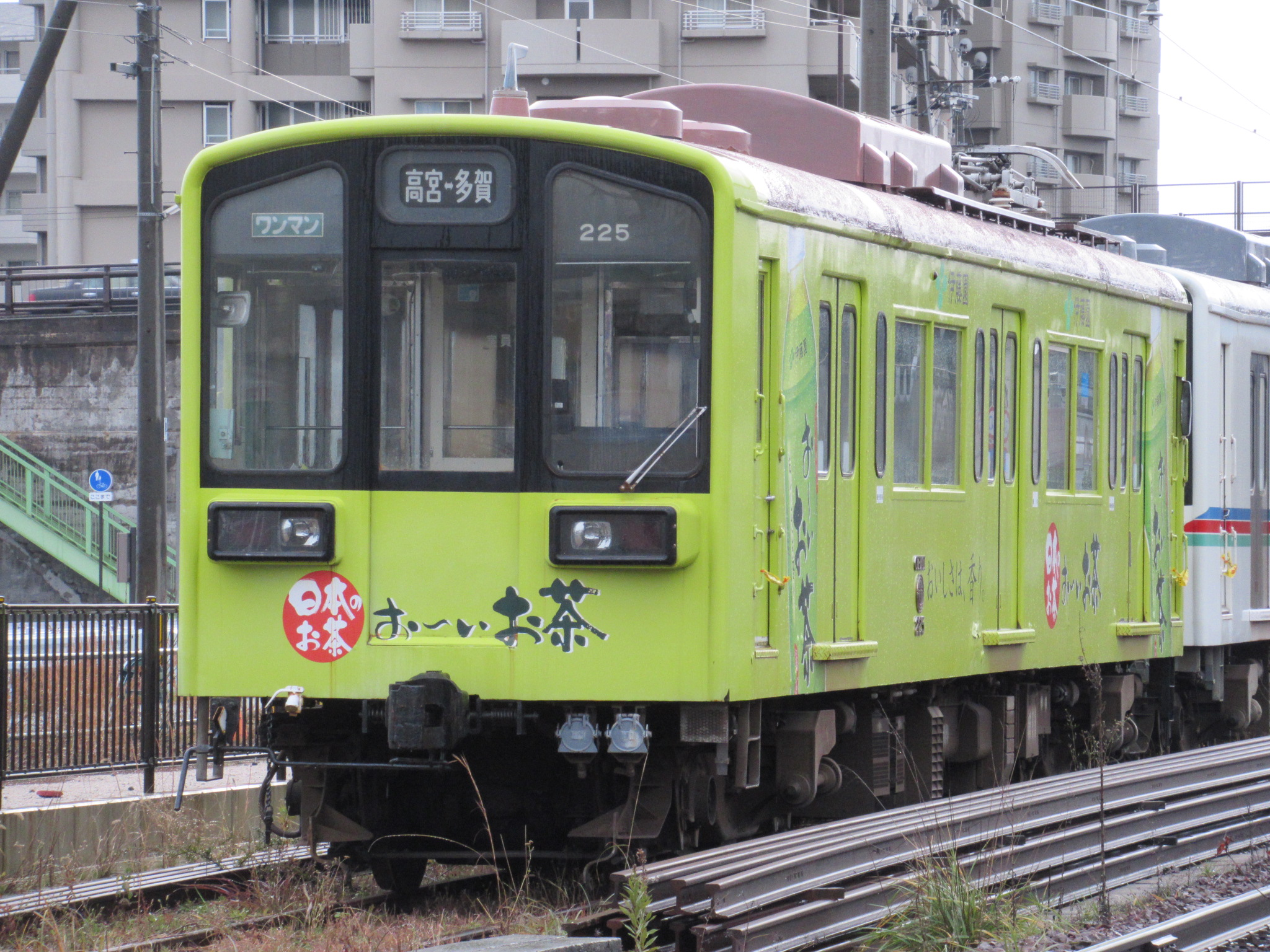
225 （2017年12月17日）

### 運用と定期運用の消滅

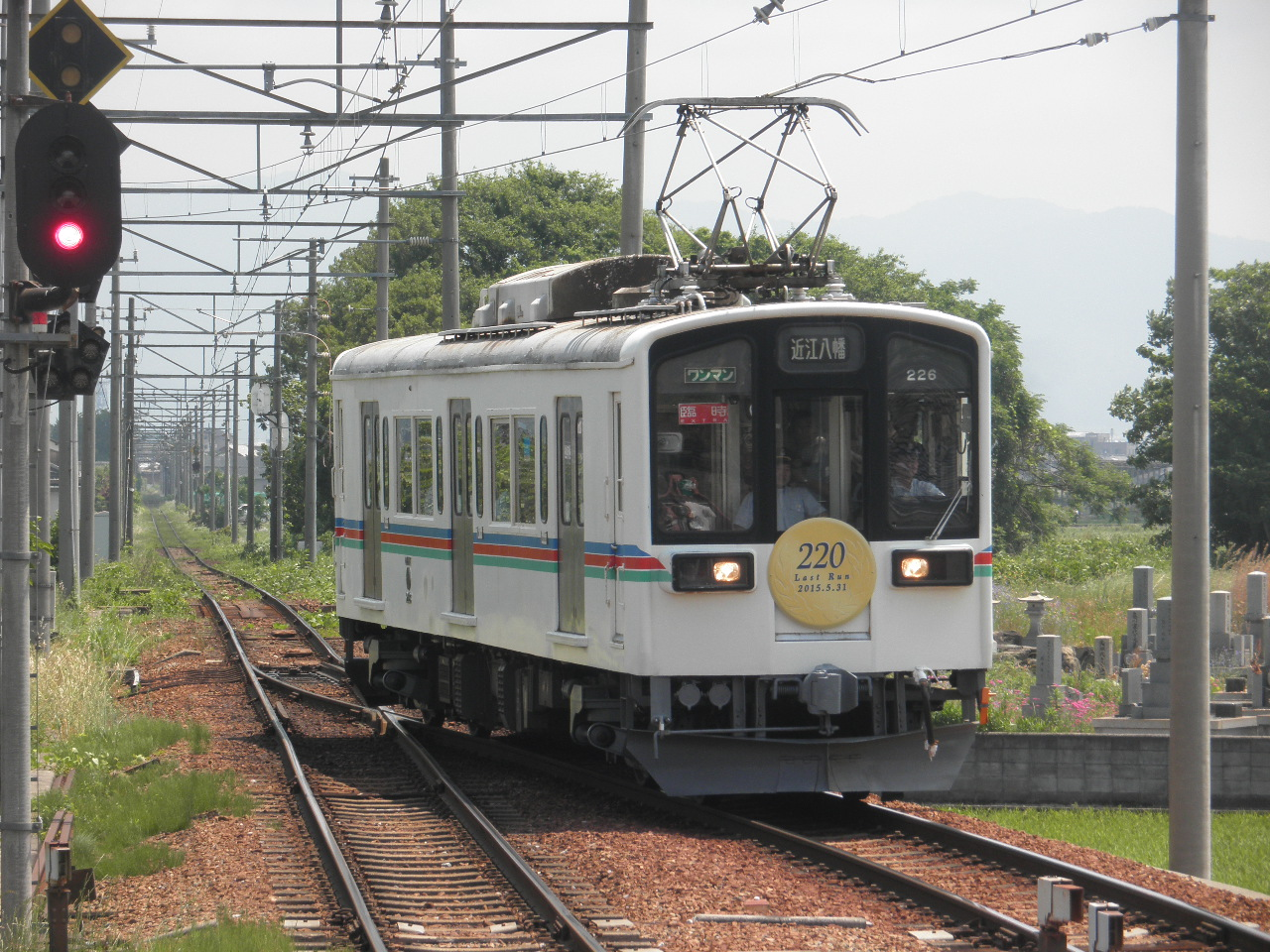
2015年5月31日に行われたラストラン

落成当時でも日本では数少なくなっていた吊り掛け駆動方式ながら、両運転台式の機動力を活かし、本線の八日市駅 - 貴生川駅間や多賀線の区間運転を中心に全線にわたって使用されてきたが、1両での運用では収容能力に限界があることや、本形式に使用されている機器は半世紀以上前の設計で老朽化が進んでいることもあり、晩年は運用が減りつつあった。
2013年（平成25年）度より後継車両である900形・100形が投入され、2014年（平成26年）春のダイヤ改正以降は平日1本のみの運用となった。運行区間も本線の米原駅 - 高宮駅間と多賀線のみに縮小された。
2015年（平成27年）3月5日、車両老朽化のため定期運用を終了することが公式ホームページにて発表され、3月13日の定期運用終了後に臨時列車『アンコール号』を運行、彦根駅で「卒業式」と題した引退記念イベントが行われた。その後、同年5月31日にラストランが行われ、本形式は営業運転を終了した。

### 現状
運用終了後も6両全車が彦根駅構内に収容され、一部は同駅に隣接する「近江鉄道ミュージアム」で保存展示されていたが、2018年12月8日の同施設の閉館に伴い、牽引車として使用するモハ226を除く全車両を解体することが発表された。2019年1月15日の夜から翌16日の未明にかけてモハ223が、同16日の夜から翌17日の未明にはモハ221とモハ224が、さらに2月にはモハ222とモハ225が奈良県内の解体場へと陸送された。
事業用として残存していたモハ226についても、2024年3月末付けで廃車となった。